# Julio Cozzi
Julio Adolfo Cozzi (Buenos Aires, 14 luglio 1922 – Buenos Aires, 25 settembre 2011) è stato un calciatore argentino.
La sua prima squadra fu il Club Atlético Platense, dove è tuttora considerato il miglior portiere della storia del club, così come per il Club Deportivo Los Millonarios di Bogotà, squadra nella quale si trasferì nel 1950 e dove ottenne i suoi maggiori successi. Fu uno dei più grandi portieri della sua epoca.
Per il suo stile efficace ed elegante si guadagnò l'appellativo di "Gardel che affronta i palloni". È stato anche il primo portiere della storia del calcio a realizzare una rete, trasformando un calcio di rigore nel 1952. Il 25 settembre 2011 ha subìto un arresto cardiaco ed è morto presso la clinica "Fondazione Favaloro" di Buenos Aires.

## Carriera
Il suo debutto nel calcio professionistico avvenne nel 1941 nel Club Atlético Platense, a 18 anni di età, contro l'Club Atlético Atlanta. Nel 1940 aveva vinto con il Platense il campionato di Cuarta División. Con questa squadra giocò fino al 1949. Nel 1947 vinse da titolare con l'Argentina la Coppa America.
Con l'inizio del periodo d'oro del calcio colombiano, il cosiddetto El Dorado, dovuto all'apertura al professionismo che lo rese in breve tempo probabilmente il migliore del mondo grazie all'avvento di campioni come Alfredo Di Stéfano, Adolfo Pedernera, Néstor Rossi, René Pontoni e tanti altri ancora, anche Julio Cozzi si trasferì. Per aggirare il divieto ai trasferimenti all'estero imposto da Perón per bloccare questa emorragia di giocatori, Cozzi programmò il proprio matrimonio a Montevideo e da là, anziché rientrare in patria, volò direttamente in Colombia, al Club Deportivo Los Millonarios.
In tutto questo periodo rimase comunque sotto contratto con il Platense (la FIFA infatti aveva escluso la Colombia per professionismo). Con la squadra colombiana vinse tre campionati consecutivi (1951, 1952, 1953) e una Coppa della Colombia (1953) con quello che è passato alla storia come "Ballet Azul". Nel 1955 ritornò a giocare nel Platense, anche se problemi alle ginocchia, alle quali non volle operarsi, ne limitarono il rendimento.
Lasciato libero al termine della stagione, dal 1956 e per i tre anni successivi militò nell'Independiente di Avellaneda, dove confermando la sua fama parò un rigore decisivo nel clásico di Avellaneda a Omar Corbatta, e poi, nel 1960, nel Banfield. Tornò al Club Deportivo Los Millonarios nel 1961, inizialmente come allenatore del club. Quando però nel corso della stagione venne rimpiazzato da Gabriel Ochoa Uribe fece ritorno tra i pali per vincere il suo quarto titolo personale. Al termine della stagione decise di ritirarsi dall'attività agonistica.

## Palmarès

### Club

#### Competizioni nazionali
- Campionato colombiano: 4

Club Deportivo Los Millonarios: 1951, 1952, 1953, 1961
- Copa Colombia: 1

Club Deportivo Los Millonarios: 1953

### Nazionale
- Coppa America: 1

1947